# 入善町立桃李小学校
入善町立桃李小学校（にゅうぜんちょうりつ とうりしょうがっこう）は富山県下新川郡入善町にある公立小学校。

## 沿革
- 1873年（明治6年）
  - 8月 - 第六大学区新川県第一中学区三六番小学校（後の横山小学校）創立[1]。
  - 9月 - 椚山小学校が常福寺を借用して創立[1]。
- 1876年（明治9年）3月 - 椚山小学校を協和小学校と改称。字下堀に新校舎落成。通学区域椚山元青島、君島、荒又、藤原新、古黒部を合併[2]。
- 1880年（明治13年）5月 - 古黒部に椚山小学校分教場新設[2]。
- 1884年（明治17年） - 三十六番小学校を温理小学校と改称[3]。
- 1887年（明治20年）
  - 4月 - 温理小学校を横山小学校と改称[3]。
  - 8月 - 古黒部小学校が創立し簡易科を置く（6月に校舎新築）[4]。
- 1888年（明治21年）3月 - 協和小学校廃止（校下に荒又を入れる）[4]
- 1890年（明治23年）
  - 3月 - 横山小学校校舎増築[3]。
  - 4月 - 古黒部小学校を横山第二簡易小学校と改称[3]。
- 1892年（明治25年）9月 - 小学校令改定により椚山簡易小学校が協和尋常小学校と、横山簡易小学校が温理尋常小学校と、横山第二簡易小学校が広明尋常小学校と、それぞれ改称[5]。
- 1895年（明治28年）5月 - 4月15日の県訓令により協和尋常小学校が椚山尋常小学校に、温理尋常小学校が横山尋常小学校に、広明尋常小学校が古黒部尋常小学校とそれぞれ改称[6]。
- 1897年（明治30年）4月 - 椚山尋常小学校校舎落成（階上117坪階下135坪）[6]。
- 1908年（明治41年）4月 - 横山尋常小学校校舎増築[7]。
- 1927年（昭和2年）
  - 4月 - 椚山尋常小学校に高等科設置[8]。
  - 10月 - 椚山尋常高等小学校に講堂落成[8]。
- 1929年（昭和4年）
  - 4月 - 横山尋常小学校に高等科設置[8]。
  - 8月 - 横山尋常高等小学校の校舎増築。同時に古黒部校舎増築[8]。
- 1941年（昭和16年） - 2校共に国民学校となる[9]。
- 1949年（昭和24年）5月 - 椚山小学校にて講堂ステージが増築される[10]。
- 1952年（昭和27年）
  - 4月 - 古黒部小学校と横山小学校が合併し、横山小学校創設[11]。
  - 同年中 - 椚山小学校、給食室を増改築[11]。
- 1953年（昭和28年）7月 - 横山小学校新校舎完成[11]。
- 1958年（昭和33年） - 椚山小学校、富山大学体育実践学校に指定される[12]。
- 1972年（昭和47年）7月1日 - 横山小学校にプール完成[13]
- 1973年（昭和48年）7月5日 - 椚山小学校にプール完成[13]。
- 1995年（平成7年） - 校舎建設着工[14]。
- 1997年（平成9年） - 椚山小学校、横山小学校の統合により、桃李小学校開校（総事業費約23億3,400万円）。同年4月7日に開校式[14]。

旧横山小学校跡地は現在、入善勤労者総合スポーツ施設（サン・ビレッジ入善）のグラウンドとなっている。

## 校舎概要
鉄筋コンクリート造り2階建てで、内外装に木材を多用している。校舎玄関ロビーには前田常作（入善町名誉町民）の曼荼羅絵画が掲げられている。校舎1階中央部には子供の遊びの城『おらのかくれが』が設置されている。

## 「桃李」の名の由来
「桃李」とは中国の史記からとられたものであり、「諺日、 桃李不言、下自成蹊、此言雖小、可以論大」（李将軍列伝・49）からきている。意味は「桃やスモモは何も言わないが、その花や実にひかれて多くの人が集まり自然に小道ができる」ということである。転じて、徳のある人は自分が求めなくても人々がその徳を慕って集まってくることをたとえたものである。　　　　　　　　　　　　　　　　　
これになぞらえて、そのような徳のある人物を輩出する学校となってほしい、子どもたちが自然と行きたくなる学校であってほしい、という地域住民の願いが込められているのである。

## 周辺
- 富山県道60号入善朝日線
- 国道8号
- コスモ21
- 明文堂書店
- オートバックス

## 備考
「ここは退屈迎えに来て」（主演：橋本愛）の撮影にここのプールが使われた。